# Kapetan Amerika: Građanski rat
Kapetan Amerika: Građanski rat (eng. Captain America: Civil War) je film iz 2016. redatelja Anthonyja i Joea Russoa.
Prema istoimenom liku Marvel Comicsa, riječ je o nastavku filma Kapetan Amerika: Ratnik zime i trinaestom filmu u Marvel Cineamtic Universeu, prvom od tzv. "faze 3". Film je producirao Marvel Studios, a scenarij napisali Christopher Markus i Stephen McFeely. Riječ je o djelomičnoj adaptaciji crossover stripa Građanski ratMarka Millara, a glume Chris Evans, Robert Downey Jr., Scarlett Johansson, Sebastian Stan, Anthony Mackie, Don Cheadle, Jeremy Renner, Chadwick Boseman, Paul Bettany, Elizabeth Olsen, Paul Rudd, Emily VanCamp, Tom Holland, Frank Grillo, William Hurt i Daniel Brühl. U filmu, Kapetan Amerika i Iron Man nalaze se na čelu dviju suprotstavljenih strana superjunaka nakon usvajanja zakona koji regulira aktivnosti Osvetnika.
Razvoj filma započeo je krajem 2013. godine, kada su Markus i McFeely počeli raditi na scenariju. Braća Russo prijavila su se za režiju filma početkom 2014. godine nakon pozitivnih odgovora koje je dobio Ratnik zime. Naslov filma objavljen je u listopadu 2014. zajedno s ulaskom Downeyja Jr. u glumačku postavu, a sljedećih mjeseci najavljeni su i ostali članovi glumačke postave.

## Radnja
1991. Agenti HYDRA-e u Sibiru probude Bucky Barnesa iz njegovog kriogenog sna i pretvore ga u Ratnika zime, mentalno ga uvjetujući tako da sluša svakoga tko recitira određenu kombinaciju riječi. Kasnije, Bucky je poslan po aktovku koja sadrži uzorke seruma super vojnika u automobilu, i ubija putnike u vozilu.
U sadašnjosti, oko godinu dana nakon bitke kod Sokovie, Steve Rogers, Natasha Romanoff, Sam Wilson i Wanda Maximoff sprječavaju Brock Rumlowa da ukrade biološko oružje iz laboratorija u Lagosu. Tijekom borbe Rumlow aktivira eksplozivni prsluk, čineći samoubojstvo. Wanda ograničava eksploziju, ubivši nekoliko volontera Wakande i povećavajući nepovjerenje međunarodne zajednice prema Osvetnicima. U sjedištu Osvetnika, državni tajnik Thaddeus Ross obavještava Osvetnike da su Ujedinjeni narodi ušli u Sokovijin sporazum, koji će osnovati međunarodno vladino tijelo koje će pratiti i odlučiti kada tražiti intervenciju Osvetnika. Tim je podijeljen, Tony Stark se zalaže za potrebu vanjskog nadzora jer se osjeća krivim za stvaranje Ultrona i naknadno uništenje Sokovije, dok Steve teže vjeruje vladama i institucijama nakon pada S.H.I.E.L.D.-a, i vjeruje da Osvetnici trebaju biti slobodni odlučiti svojom slobodnom voljom kada će intervenirati.
U nemogućnosti da uvjeri Rogersa, Romanoff putuje u Beč na ratifikaciju Sporazuma, ali tijekom konferencije bomba ubija kralja Wakande T'Chake. Sigurnosne kamere otkrivaju da je napadač Bucky, a T'Chakin sin T'Challa odlučuje se osobno osvetiti. Rogers i Wilson pronašli su Buckya u Bukureštu i pokušali ga zaštititi od policije i T'Challe, sva četvorica su uhićena. Zatvoren u Berlinu, Buckyja posjećuje pukovnik Helmut Zemo, koji koristi HYDRA-inu kombinaciju riječi kako bi oslobodio njegov bijes. Steve uspijeva zaustaviti Buckya i pobjegne s njim zajedno sa Samom. Nakon što je bio uvjeren, Bucky otkriva da je osoba odgovorna za napade Zemo, koji se uputio u sibirsku bazu gdje je bio zatvoren zajedno s drugim Ratnicima zime stvorenim s ukradenim serumom koji počiva u kriogenom snu.
Rogers i Wilson regrutiraju Wandu, Clint Bartona i Scott Langa, dok Stark regrutira Natashu, T'Challu, Jamesa Rhodesa, Visionea i mladog Peter Parkera. Tim Iron Mana presreće Kapetana Ameriku i njegov tim u zračnoj luci Leipzig-Halle, gdje se sukobljavaju dvije frakcije, tijekom bitke Romanoff odlučuje pustiti Rogersa i Barnesa da pobjegnu, koji odlaze u Sibir zaustaviti Zemoa. Ostatak njihovog tima je zarobljen, dok je Rhodes i dalje paraliziran u nogama nakon što ga je nehotice pogodila Visionova zraka.
Tony otkriva da je Zemo pravi krivac za napade, pa se pridružuje Steveu i Buckyju u Sibiru, praveći primirje s njima, ne sumnjajući da ga je pratio T'Challa. Trojica otkrivaju da je ostale Ratnike zime ubio Zemo, koji otkriva da je Sokovianac koji traži osvetu za smrt svoje obitelji tijekom bitke kod Sokovie. Zemo im pokazuje video iz prosinca 1991. godine, u kojem Howarda i Mariju Stark, Tonyjeve roditelje, Barnes brutalno ubija potpuno gluh na njihove molbe. Oni su bili putnici u vozilu u kojem se nalazio serum. Tony napada Buckyja i tijekom borbe Bucky gubi metalnu ruku i leži na tlu. Uslijedi žestok sukob između Rogersa i Tonyja, koji završava kada Steve deaktivira Starkov oklop i uništi njegovu jezgru. Kapetan Amerika odlazi s Buckyjem, ostavljajući štit na zemlji. Ispred T'Challe nalazi se Zemo, koji, nakon što je rekao razlog svoje mržnje prema Osvetnicima, pokušava počiniti samoubojstvo, ali ga T'Challa zaustavlja i predaje vlastima.
Nešto kasnije, Stark daje Rhodesu egzoskelet da mu pomogne hodati, a u međuvremenu Rogers tjera svoje suputnike da pobjegnu. U Wakandi Barnes ponovno odlučuje hibernirati zahvaljujući kriogenom snu dok se ne pronađe lijek za njegov uvjetovani mozak. U sceni nakon završne špice, Parker isprobava novu napravu koju mu je dao Stark.

## Glumačka postava

### Glavni
- Chris Evans kao Steve Rogers / Kapetan Amerika: vođa jedne od dviju frakcija Osvetnika, veteran je Drugog svjetskog rata pojačan zahvaljujući eksperimentalnom serumu i ostao je zamrznut sedamdeset godina prije nego što je pronađen u ledu.
- Robert Downey Jr. kao Tony Stark / Iron Man: vođa jedne od dvije frakcije Osvetnika, briljantni inženjer, playboy i filantrop, tvorac visokotehnološkog oklopa koji i sam nosi.
- Scarlett Johansson kao Natasha Romanoff / Crna Udovica: član Osvetnika i saveznica Iron Mana, visoko obučen bivši špijun za S.H.I.E.L.D.
- Sebastian Stan kao Bucky Barnes / Ratnik zime: Najbolji prijatelj i saveznik Steve Rogersa, nakon ispiranja mozga pretvoren je u nemilosrdnog ubojicu.
- Anthony Mackie kao Sam Wilson / Falcon: član Osvetnika i saveznik Kapetana Amerike, on je vojnik koji se specijalizirao za zračnu borbu zahvaljujući posebnom krilatom odijelu.
- Don Cheadle kao James "Rhodey" Rhodes / War Machine: član Osvetnika i saveznik Iron Mana. Časnik u američkom ratnom zrakoplovstvu.
- Jeremy Renner kao Clint Barton / Hawkeye: vješti strijelac, bivši S.H.I.E.L.D. agent i saveznik Kapetana Amerike.
- Chadwick Boseman kao T'Challa / Black Panther: princ afričke države Wakanda i saveznik Iron Mana.
- Paul Bettany kao Vision: član Osvetnika i saveznik Iron Mana, on je android stvoren pomoću J.A.R.V.I.S. umjetne inteligencije i kamena uma.
- Elizabeth Olsen kao Wanda Maximoff / Scarlet: članica Osvetnika,saveznik Kapetana Amerike. Rodom je iz Sokovie, ima telekinetičke, telepatske i hipnotičke moći.
- Paul Rudd kao Scott Lang / Ant-Man: bivši lopov i saveznik Kapetana Amerike koji dolazi u posjed tehnologije koja mu omogućuje da smanji ili poveća svoju veličinu i istovremeno poveća svoju snagu.
- Emily VanCamp kao Sharon Carter / Agente 13: bivši S.H.I.E.L.D. agent, sada agent CIA-e i saveznik Kapetana Amerike.
- Tom Holland kao Peter Parker / Spider-Man: tinejdžerski saveznik Iron Mana koji je nedavno stekao sposobnosti nalik pauku nakon što ga je ugrizao genetski modificirani pauk.
- Frank Grillo kao Brock Rumlow / Crossbones: bivši zapovjednik tima protiv terorizma S.T.R.I.K.E.-a i agent HYDRA-e.
- William Hurt kao Thaddeus "Thunderbolt" Ross: Američki državni tajnik i bivši general američke vojske koji je lovio Hulka.
- Daniel Brühl kao Helmut Zemo: Sokovianski terorist opsjednut uništenjem Osvetnika. Zemo, koji koristi nekoliko imena u filmu, ne nosi tipičnu masku lika kao u stripovima.

### Sporedni
- John Slattery kaoHowarda Starka pokojni otac Tonyja Starka.
- Kerry Condon kao F.R.I.D.A.Y.
- Hope Davis kao Maria Stark: pokojna majka Tonyja Starka.
- Martin Freeman glumi Everett Rossa: član Zajedničkog centra za borbu protiv terorizma i lika koji se često pojavljivao u stripovima Black Panthera.
- Marisa Tomei kao May Parker: teta Petera Parkera
- John Kani kao T'Chaka: T'Challin otac.
- Gene Farber kao Vasily Karpov: časnik HYDRA-e koji je nadgledao program Ratnik zime
- Florence Kasumba kao Ayo: članica Dore Milaje
- Alfre Woodard, kao Mariah Dillard: u MCU televizijskoj seriji Luke Cage, glumi Miriam Sharpe, majku američkog državljanina koji je poginuo tijekom bitke kod Sokovie.
- Jim Rash kao član MIT fakulteta.

### Cameo
- Stan Lee se pojavljuje u kao FedEx vozač.
- Joe Russo,redatelj,  pojavljuje se kao Theo Broussard, psihijatar kojeg je ubio Zemo.

## Produkcija

### Snimanje
Snimanje je započelo 27. travnja 2015. u Pinewood Studiju u Atlanti, Georgia, pod radnim nazivom "Sputnik". Ostale lokacije u gradskom području Atlante uključuju okrug Buckhead u Atlanti, kršćansku crkvu Peachtree u Midtown Atlanti, Downtown Atlanta i Norcross, Georgia. Snimanje se također odvijalo u Portoriku, Berlinu i Islandu. Film je prvi koji koristi nove IMAX 2D digitalne kamere, razvijene u suradnji s Arri. Joe Russo je rekao da je oko 15 minuta filma snimljeno ovim novim kamerama.
U svibnju 2015. godine Martin Freeman pridružio se glumačkoj postavi u neodređenoj ulozi, a istog mjeseca potvrđen je povratak Paula Bettanyja, Dona Cheadlea, Paula Rudda, Emily VanCamp i Williama Hurta u odgovarajućim ulogama Visiona, Jamesa Rhodesa / War Machinea, Scotta Langa / Ant-Mana, Sharon Carter / Agenta 13 i Thaddeusa "Thunderbolta" Rossa. Krajem lipnja Tom Holland dobio je ulogu novog Petera Parkera/Spider-Mana, a objavljeno je da će lik debitirati u Građanskom ratu. Marvel u početku nije potvrdio sudjelovanje Hollanda u filmu, zbog ugovorne klauzule koja ga je spriječila da javno govori o svom uključivanju. U srpnju 2015. godine Jonathan M. Goldstein, jedan od pisaca novog filma Spider-Man, potvrdio je da će se Holland pojaviti u filmu, vijest koju je kasnije potvrdio Entertainment Weekly.Početkom kolovoza snimanje se preselilo u Njemačku, lokacije uključuju Olimpijski stadion u Berlinu i Zračnu luku Leipzig-Halle. Snimanje je završeno 28. kolovoza.

### Post-produkcija
U rujnu 2015. godine Mark Ruffalo, koji je glumio Brucea Bannera /Hulka u filmovima Marvel Cinematic Universe, otkrio je da je njegov lik uključen u početni scenarij, ali da je kasnije eliminiran zbog završetka Osvetnici 2: Vladavina Ultrona. Markus je dodao da lik nije uključen jer bi, osim što se nije pojavio u stripu, njegov izgled radikalno promijenio sudbinu sukoba, te morali su odlučiti koje će likove koristiti na temelju vrste borbe koju žele pokazati. U veljači je otkriveno da je lik kojeg je Freeman glumio Everett Ross. Russosi su 16. ožujka 2016. tvrdili da će film biti spreman "otprilike za tjedan i pol", a Joe je potvrdio prisutnost scena nakon odjavne špice, ukupno dvije ili tri. Film je dovršen 4. travnja 2016.
U travnju 2016. godine Feige je otkrio da je redatelj Black Panthera Ryan Coogler pomogao u pisanju dijaloga lika tijekom dodatnog snimanja. Istog mjeseca otkrivena je glumačka postava Alfrea Woodarda, Jima Rasha i Marise Tomei. Specijalnim efektima filma bavi se Industrial Light &Magic.

## Glazba
U kolovozu 2014. godine Joe Russo otkrio je da će se Henry Jackman, autor glazbe za Kapetan Amerika: Ratnik zime, vratiti za nastavak. Jackman je objasnio da će soundtrack uz dodatak novih elemenata zauzeti industrijski zvuk pjesme Ratnika zime iz prethodnog filma. Soundtrack je objavio Hollywood Records 6. svibnja 2016. 

## Distribucija
Svjetska premijera filma Kapetan Amerika: Građanski rat održana je 12. travnja 2016. u Dolby Theatreu, a premijerno je izvedena 13. travnja u CinemaConu, dok je europska premijera održana 26. travnja u Vue Cinemasu u trgovačkom centru Westfield London. Film je objavljen na međunarodnoj razini od 27. travnja 2016. u 37 zemalja. Film je objavljen 5. svibnja 2016. u Hrvatskoj, a 6. svibnja 2016. u Sjedinjenim Američkim Državama, također u 3D i IMAX 3D.
Kapetan Amerika: Građanski rat objavio je Walt Disney Studios Home Entertainment 2. rujna 2016. u digitalnom izdanju i 13. rujna 2016. na Blu-rayu i DVD-u. Digitalna verzija i Blu-ray verzija sadrže pregled Doktor Strangea i humoristični mockumentary redatelja Thor: Ragnarok Taike Waititija koji prikazuje gdje su Thor i Bruce Banner bili tijekom događaja građanskog rata.

## Nastavak
Kevin Feige rekao je da je Građanski rat posljednje poglavlje trilogije Kapetan Amerika koja je započela s Kapetan Amerika: Prvi osvetnik. Unatoč činjenici da je film posljednji samostalni film pod ugovorom Chris Evansa, glumac je rekao da je spreman produžiti ugovor s Marvelom nakon filmova Osvetnici: Rat beskonačnosti i Osvetnici: Završnica, posljednjih filmova uključenih u njegov ugovor. Međutim, u intervjuu za The New York Times, 22. ožujka 2018., Evans je otkrio da će se nakon završetka snimanja Završnica oprostiti od MCU-a. U travnju 2021. otkriveno je da je četvrti film Kapetan Amerike u razvoju s tvorcima televizijske serije The Falcon and the Winter Soldier.

## Vanjske poveznice
- Službena stranica marvel.com
- Kapetan Amerika: Građanski rat u internetskoj bazi filmova IMDb-a
- Službena stranica na Disney+